# لي هنتر (مهندس)
لي هنتر (بالإنجليزية: Lee Hunter)‏ هو مهندس أمريكي، ولد في 1913، وتوفي في 1986.